# 에디스 시트웰

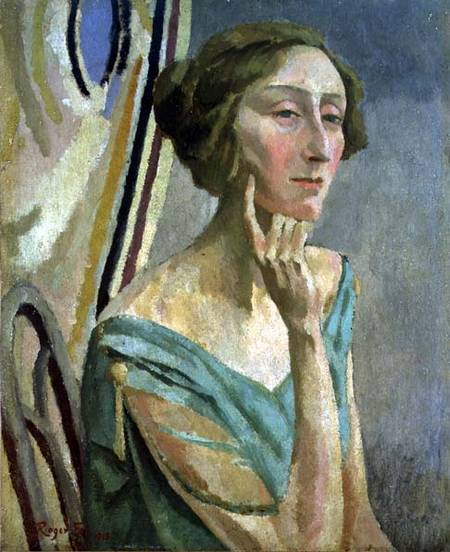
로저 프라이가 그린 초상화

이디스 시트웰 여사(Dame Edith Louisa Sitwell, DBE, 1887년 9월 7일~1964년 12월 9일)는 영국의 시인이자 비평가이다.

## 시집
- Clowns' Houses (1918)
- Rustic Elegies (1927)
- Gold Coast Customs (1929)
- The Song of the Cold (1948)
- Façade, and Other Poems 1920-1935 (1950)
- Gardeners and Astronomers (1953)
- Collected Poems (1957)
- The Outcasts (1962)

## 서훈
- 1954년 대영 제국 훈장 2등급 (DBE, 작위급 훈장)